# Peckforton
Peckforton is een civil parish in het bestuurlijke gebied Cheshire West and Chester, in het Engelse graafschap Cheshire, met 269 inwoners. De bron van de rivier de Weaver bevindt zich enkele honderden meters ten zuiden van dit gehucht. 